# Campeonato Mundial de Halterofilia de 1988
El I Campeonato Mundial de Halterofilia Femenino se celebró en Yakarta (Indonesia) entre el 2 y el 4 de diciembre de 1988 bajo la organización de la Federación Internacional de Halterofilia (IWF) y la Asociación Indonesia de Halterofilia. 
En el evento participaron 103 halterófilas de 23 federaciones nacionales afiliadas a la IWF.

## Medallistas

### Femenino
| Evento   | Oro                      | Plata                               | Bronce                               |
| -------- | ------------------------ | ----------------------------------- | ------------------------------------ |
| 44 kg    | Xing Fen China 147,5     | Choi Myung-Shik Corea del Sur 130,0 | Ponco Imbarwati Indonesia 105,0      |
| 48 kg    | Huang Xiaoyu China 165,0 | Robin Byrd Estados Unidos 145,0     | Siti Aisah Indonesia 137,5           |
| 52 kg    | Peng Liping China 175,0  | Sandra Gómez · España · 147,5       | Kim Oh-Sook Corea del Sur 145,0      |
| 56 kg    | Ma Na China 180,0        | Won Soon-Yi Corea del Sur 155,0     | Yang Mei-Tzu China Taipéi 152,5      |
| 60 kg    | Yang Jing China 195,0    | María Jristoforidu · Grecia · 177,5 | Colleene Colley Estados Unidos 175,0 |
| 67,5 kg  | Guo Qiuxiang China 210,0 | Mária Takács · Hungría · 197,5      | Jeanette Rose Reino Unido 180,0      |
| 75 kg    | Li Hongling China 212,5  | Milena Trendafilova Bulgaria 205,0  | Arlys Kovach Estados Unidos 197,5    |
| 82,5 kg  | Li Yanxia China 215,0    | Erika Takács · Hungría · 210,0      | Milena Mileskova Bulgaria 202,5      |
| +82,5 kg | Han Changmei China 232,5 | Karyn Marshall Estados Unidos 225,0 | Veronika Tóbiás · Hungría · 192,5    |

1. 1 2 3  Arrancada (kg) + dos tiempos (kg) = total olímpico (kg).

## Medallero
| Núm. | País           | Oro | Plata | Bronce | Total |
| ---- | -------------- | --- | ----- | ------ | ----- |
| 1    | China          | 9   | 0     | 0      | 9     |
| 2    | Estados Unidos | 0   | 2     | 2      | 4     |
| 3    | Corea del Sur  | 0   | 2     | 1      | 3     |
| 3    | Hungría        | 0   | 2     | 1      | 3     |
| 5    | Bulgaria       | 0   | 1     | 1      | 2     |
| 6    | España         | 0   | 1     | 0      | 1     |
| 6    | Grecia         | 0   | 1     | 0      | 1     |
| 8    | Indonesia      | 0   | 0     | 2      | 2     |
| 9    | China Taipéi   | 0   | 0     | 1      | 1     |
| 10   | Reino Unido    | 0   | 0     | 1      | 1     |
|      | TOTAL          | 9   | 9     | 9      | 27    |